# Никита (Дума)
Епи́скоп Ники́та (рум. Episcopul Nichita, в миру Васи́ле Ду́ма, рум. Vasile Duma; 26 апреля 1864, Сэкалу-де-Пэдуре, комитат Муреш-Турда, Королевство Венгрия — 16 апреля 1936, Куртя-де-Арджеш, Королевство Румыния) — румынский религиозный и политический деятель, епископ Румынской православной церкви, епископ Аржешский.

## Биография
Василе Дума родился 26 апреля 1864 года в приходе Сэкалу-де-Пэдуре, недалеко от города Регин, комитет Муреш-Турда, Королевство Венгрия, в семье Георгия Дума и Анисия Дума, урождённой Танко. У родителей было 2 мальчика: Василий и Йоан. Оба были высокими и имели хорошие певческие данные. Так как разница в возрасте между ними была мала, их зачислили в школу одновременно. Они учились в сакской гимназии в Регине, затем окончили среднюю школу и сдали экзамен на аттестат зрелости в Нэсэуде. В 1883—1886 годы обучался в богословско-педагогическом институте в Сибиу. В 1886—1890 годы занимал должность учителя в начальной конфессиональной школе в Ходаке, Муреш.
В 1890 году женился и был рукоположен в сан священника и отправился на приход в Ябенице в Муреше. В 1905 году он был избран протопопом Тыргу-Лапуша.
Его жена умерла через несколько лет после брака, оставив ему дочь и сына, однако и его сын умирает, будучи старшеклассником, после того как заразился туберкулёзом, заболеванием, которое в то время не было возможности вылечить. Болезнь заразилась в приходском доме, короткая, темная и сырая. Даже это обстоятельство, связанное с антисанитарным жильем, заставило священника Василе Думу покинуть приход Джабеницы. Только оставив там, он мог спасти свою жизнь и жизнь своей дочери. Но и в Лэпуше не было возможности к чужой и неизвестной среде. По этой причине он воспользовался возможностью, возникшей после перемещения протопопа Галактиона Шагэу в Сибиу в качестве советника митрополита.
Василе Дума поселилась в Регине в 1912 году, будучи уже опытным протоиереем, но служба утратила свое значение и престиж после начала Первой мировой войны. Как румына, его всегда подозревали, и ему с большим трудом удавалось оставаться на свободе. В то время самых достойных священников и учителей арестовывали и депортировали.
После начала Первой мировой войны доктор Йоан Харсия, президент отделения, был мобилизован на фронт в северных Карпатах. В этих условиях во главе дивизии был назначен протоиерей Василе Дума, и даже если в течение этого периода больше не было возможности проводить культурную и экономическую пропаганду в деревнях, протоиерей высоко поднял флаг АСТРА. Протоиерей Думы в это время перенес много неудобств, чтобы выполнять свои функции в протопопии Регина.
Во время Первой мировой войны Василе Дума также временно возглавлял Мурешскую протопопию (1917—1918), поскольку протоиерей Штефан Русу был арестован и затем заключён в тюрьму в Надьмартоне (Венгрия), а затем вынужден был остаться в Улиоаре.
В августе 1916 года румынская армия вошла в Трансильванию, а северный фланг достиг Регины. Вся Трансильвания могла быть оккупирована румынской армией в течение нескольких дней, через 2 дня после начала военных действий все перевалы были оккупированы, и армия вошла в Бистрицу, Регин, Меркуря-Чук, Одорхею, Сфынту-Георге, Брашов, Фэгэраш, Сибиу, Орэштие, Деву и др. Но Маккенсен вмешался, и с немецкими дивизиями они вынудили румынские полки уйти. Со всеми первоначальными поражениями в 1918 году румынские солдаты заняли не только Трансильванию, но после битв при Тисе они заняли всю Венгрию со столицей Будапештом в целом. Тогда депортированные трансильванские румыны смогли вернуться в свои дома.
В этих исторических условиях протоиерей Василие Дума осенью 1918 года участвовала в борьбе за завершение национального единства румын. 5 ноября 1918 года он был избран вице-председателем Румынского национального совета округа Муреш-Турда, который позднее участвовал в организации национальных советов и гвардии в районе Регина, а также в подготовке вхождения Трансильвании в состав Румынского Королевства. Во всех краеведческих книгах, в которых записана хроника событий, упоминается, что протоиерей Василе Дума был избран за особые заслуги делегатом по закону, представляющим Православную протопопию Регина, для участия в Великом национальном собрании в Алба-Юлии. Он срочно вернулся из Алба-Юлии поездом в Регин, потому что он участвовал вместе с доктором-адвокатом Йоаном Харья, греко-католическим протоиереем Аритоном Попа, Августин Чецян, Север Барбу, Йоан Попеску и другими интеллектуалами на приёме румынской армии 2 декабря 1918 года, когда в Регин вошла VII пехотная дивизия во главе с генералом Траяном Мохою в сопровождении полковников Гереску и Фотина.
Василе Дума принял участие в первых парламентских выборах в ноябре 1919 года, идя на них по спискам Румынской национальной партии на место сенатора от округа Регин. Не имея противника, он был объявлен победителем, согласно статье 46 Указа-закона, на основании которого состоялись выборы в Трансильвании и Банате, которая предусматривала, что в случае выдвижения единого кандидата президент избирательного бюро может объявить его избранным без голосования. Таким образом протоиерей Василий Дума с ноября 1919 по май 1920 года был сенатор первого парламента воссоединенной Румынии. Ему довелось работать в этом качестве при правительствах Артура Вэйтояну, Александру Ваиды-Воевода и Александра Авереску. На парламентских выборах 30-31 мая протопоп Василе Дума вновь баллотировался на должность сенатора от Румынской национальной партии, но был побежден в греко-католическим священником Эмилем Андрешаном из коммуны Бэла, который набрал 1215 голосов против Василия Думы, набравшего всего 934 голоса. В конце 1920 года протопоп покинул Румынскую национальную партию и присоединился к Национал-либеральной партии, где вместе с Ионом Брэтиану и Александром Лепэдату заложили основу этой партии в Трансильвании. Став заметным членом этой партии в округе Муреш-Турда, баллотируется на парламентских выборах в марте 1922 года, также в округе Регин, на место сенатора от данной партии. Он был избран, получив 4008 голосами.
1 июня 1923 года в Бухаресте была созвана Великая избирательная коллегия для избрания епископа  Арджешской епархии вместо епископа Висариона (Пую), назначенного епископом Бельцким. 5 июня того же года избирательная коллегия избрал его епископом; он получил 234 голосов выборщиков из 332. после чего был пострижен в монашество с именем Никита. Рукоположен 20 июля того же года в Топлицкой церкви. 9 ноября того же года в Королевском дворце в Бухаресте в присутствии короля Фердинанда и наследного принца состоялась его инвеститура. 18 ноября того же года состоялась его интронизация.